# بلعين

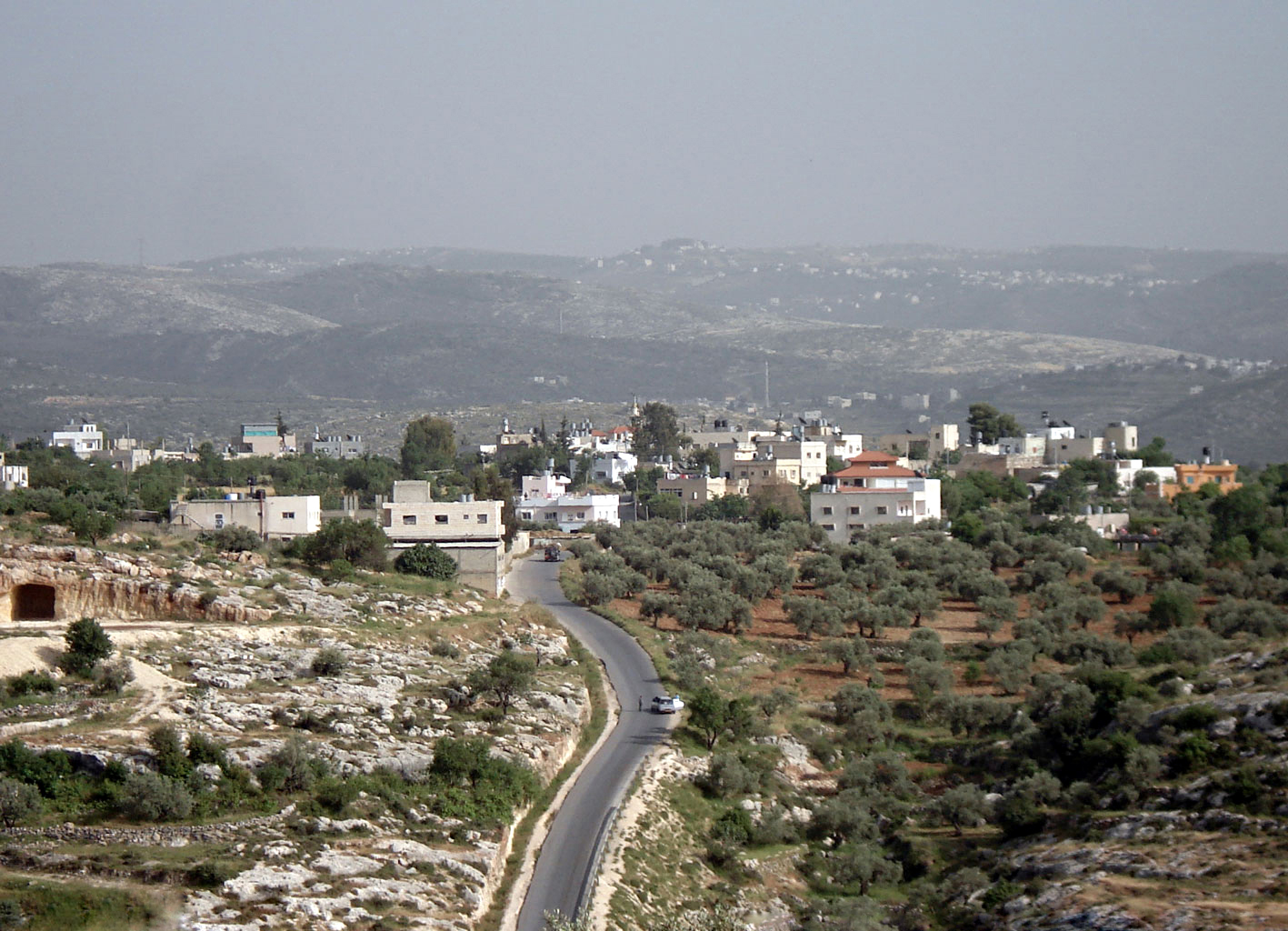
مدخل بلعين الشمالي

بلعين قرية فلسطينية تتبع لمحافظة محافظة رام الله والبيرة، وتقع على مسافة 12 كم غرب مدينة رام الله في وسط الضفة الغربية. ومن الجانب الإسرائيلي غرباً تتاخم حاجز الضفة ومستوطنة موديعين عيليت. بعد حرب حزيران 1967، وقعت بلعين تحت الاحتلال الإسرائيلي. ومنذ توقيع الاتفاق الانتقالي بشأن الضفة الغربية وقطاع غزة في عام 1995، دخلت القرية تحت إدارة السلطة الوطنية الفلسطينية.
ووفقا للمكتب المركزي الفلسطيني للإحصاءات فإن عدد سكان بلعين يصل إلى 1800، جميعهم من المسلمين. النشاط الاقتصادي الرئيسي فيها هو الزراعة. ويقيم فيها كثير من موظفي السلطة الفلسطينية.
تقع بلعين على مسافة 4 كم شرق الخط الأخضر، بالقرب من الجدار الإسرائيلي العازل في الضفة الغربية، وهو الجدار الذي رأت محكمة العدل الدولية في 9 تموز / يوليه 2004 أنه مخالف للقانون الدولي.

## الزراعة

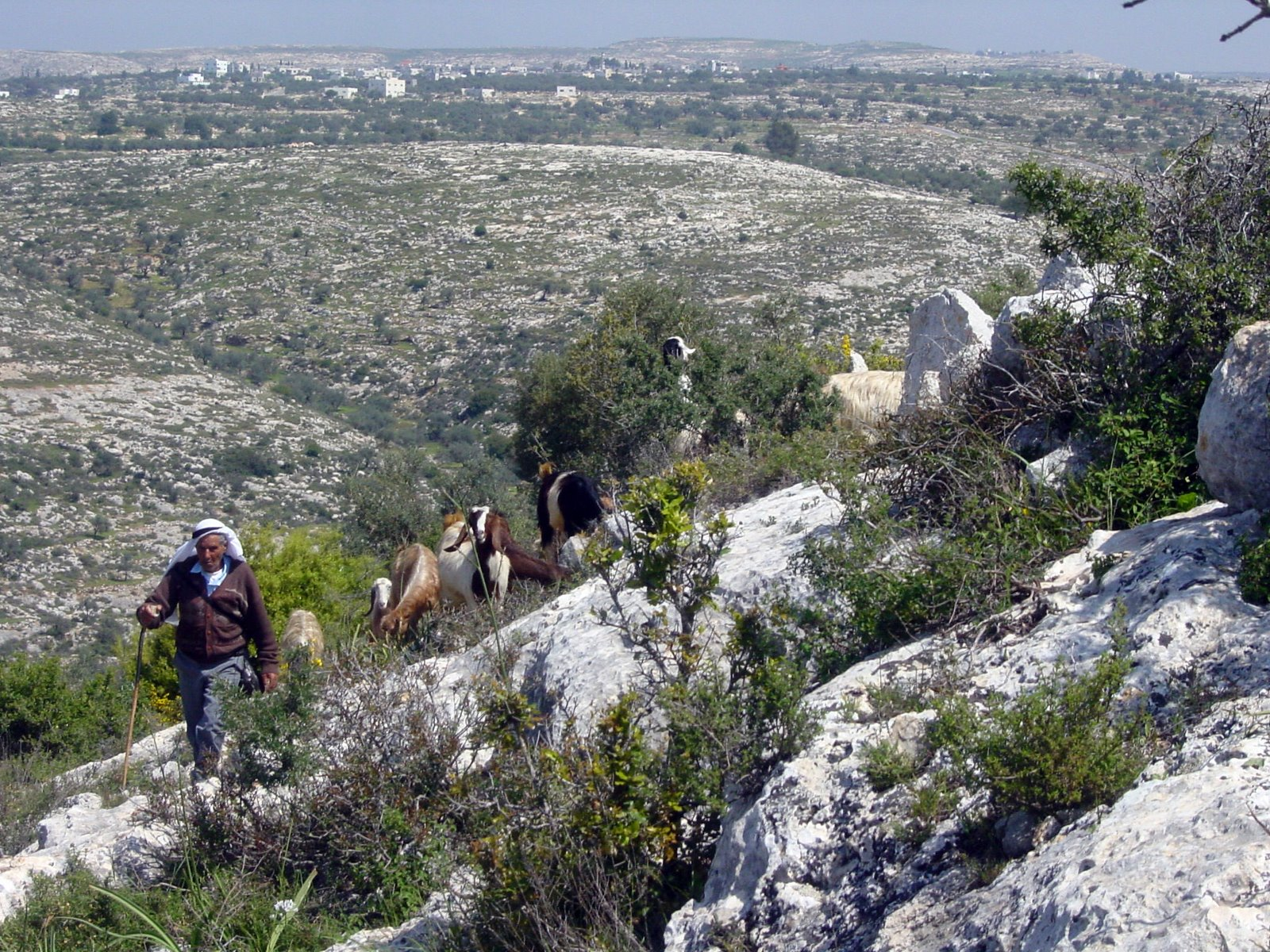
مزارع يرعى الماشية

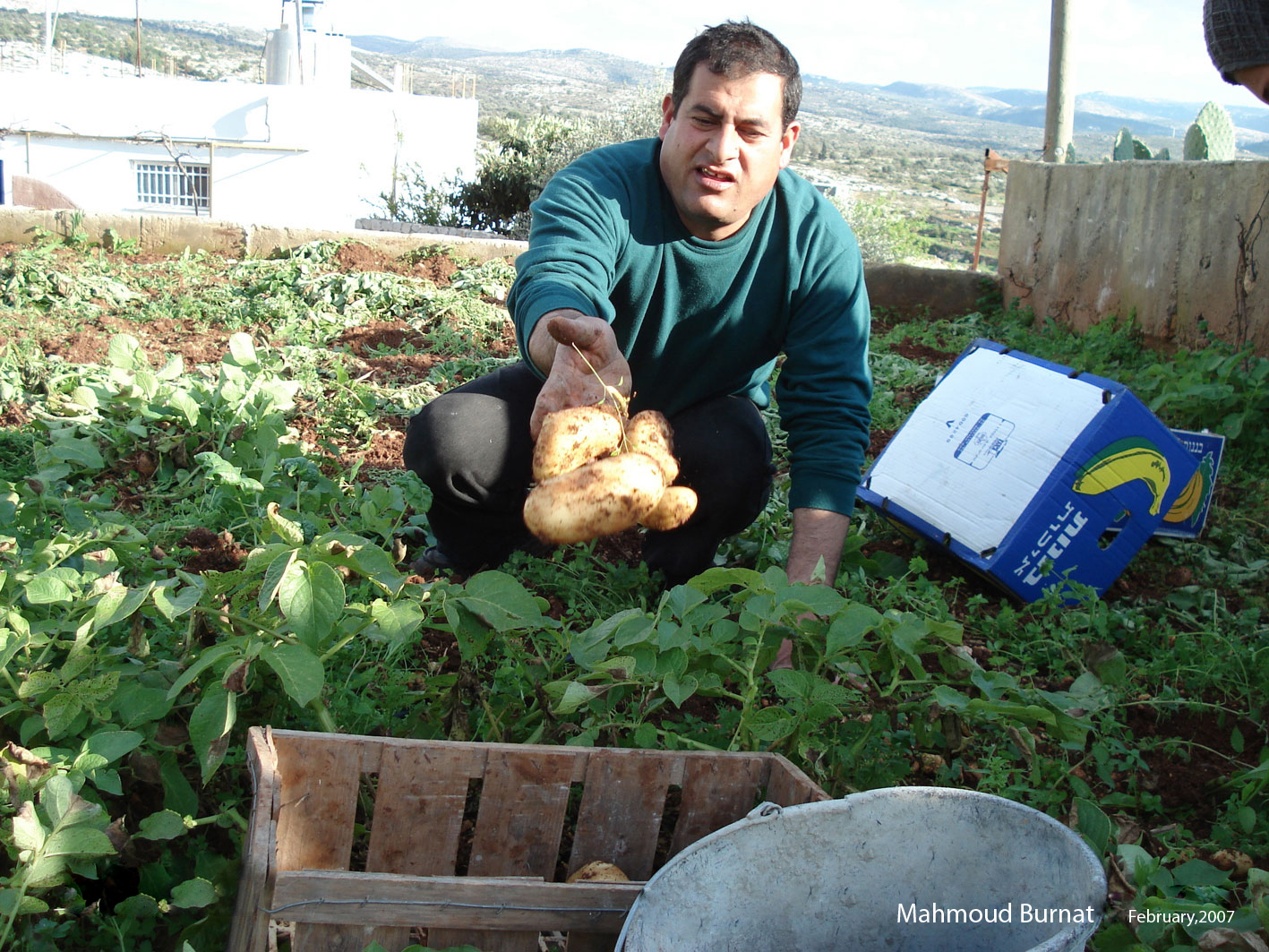
مزارع يجني محصول البطاطا

الثروة النباتية : تأثرت الزراعة في القرية بشكل كبير جراء إقامة المستوطنات وجدار الفصل العنصري الذي التهم مساحات شاسعة من أرض القرية منها مشجرة بالزيتون وأخرى غير مشجرة يعتمد عليها اهالي القرية في رعي الماشية. وتعتبر شجرة الزيتون من أهم المحاصيل الزراعية في القرية، ويليها الصبر، العنب، اللوزيات، الحبوب، البقوليات، الخضروات البعلية كالكوسا والفقوس والبامية، والخضروات الشتوية كالبطاطا والبصل والثوم. ومياه الأمطار تعتبر المصدر الرئيسي للزراعة لذا دأب السكان على عمل آبار تجميع لهذا الغرض.

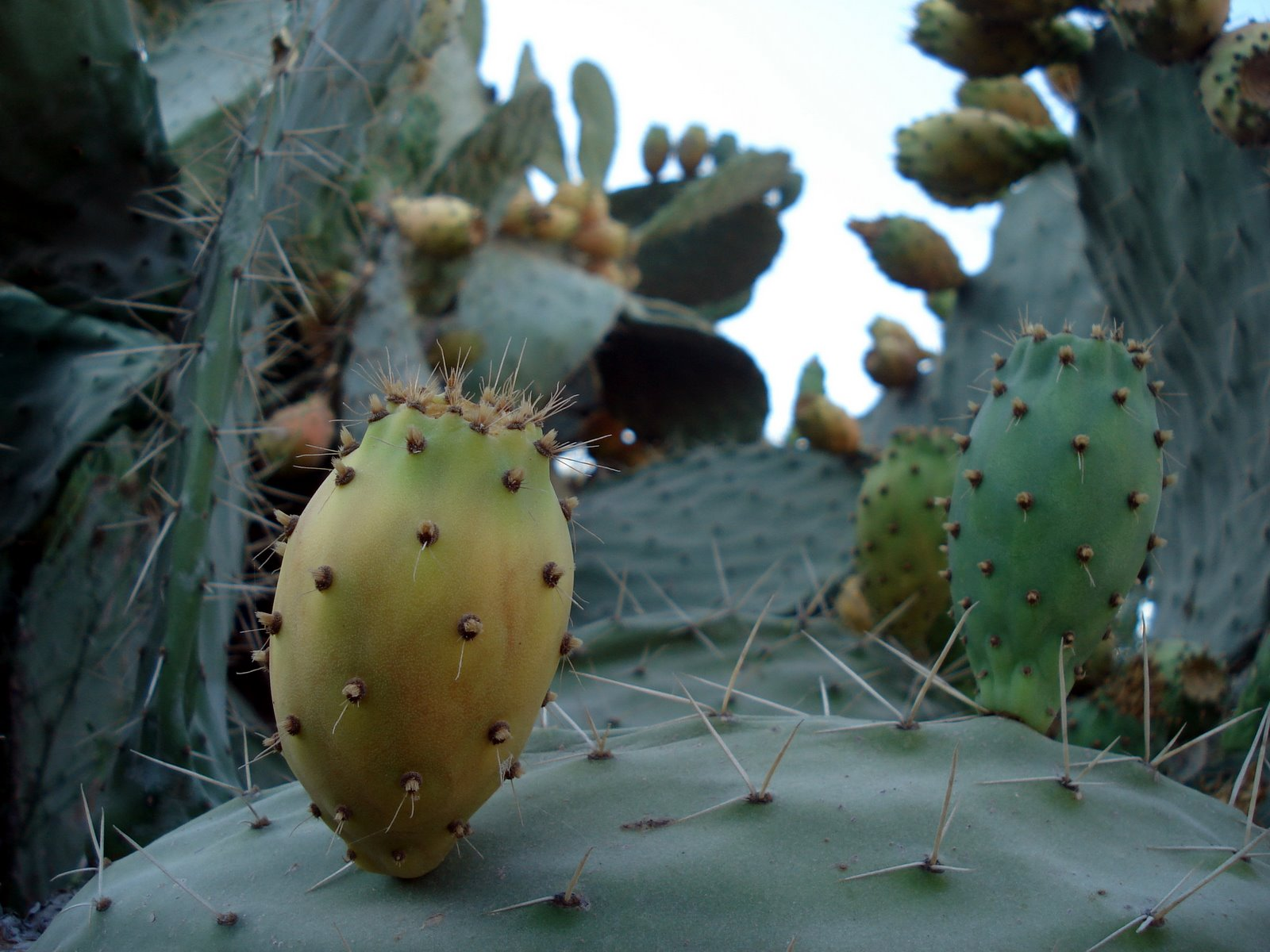
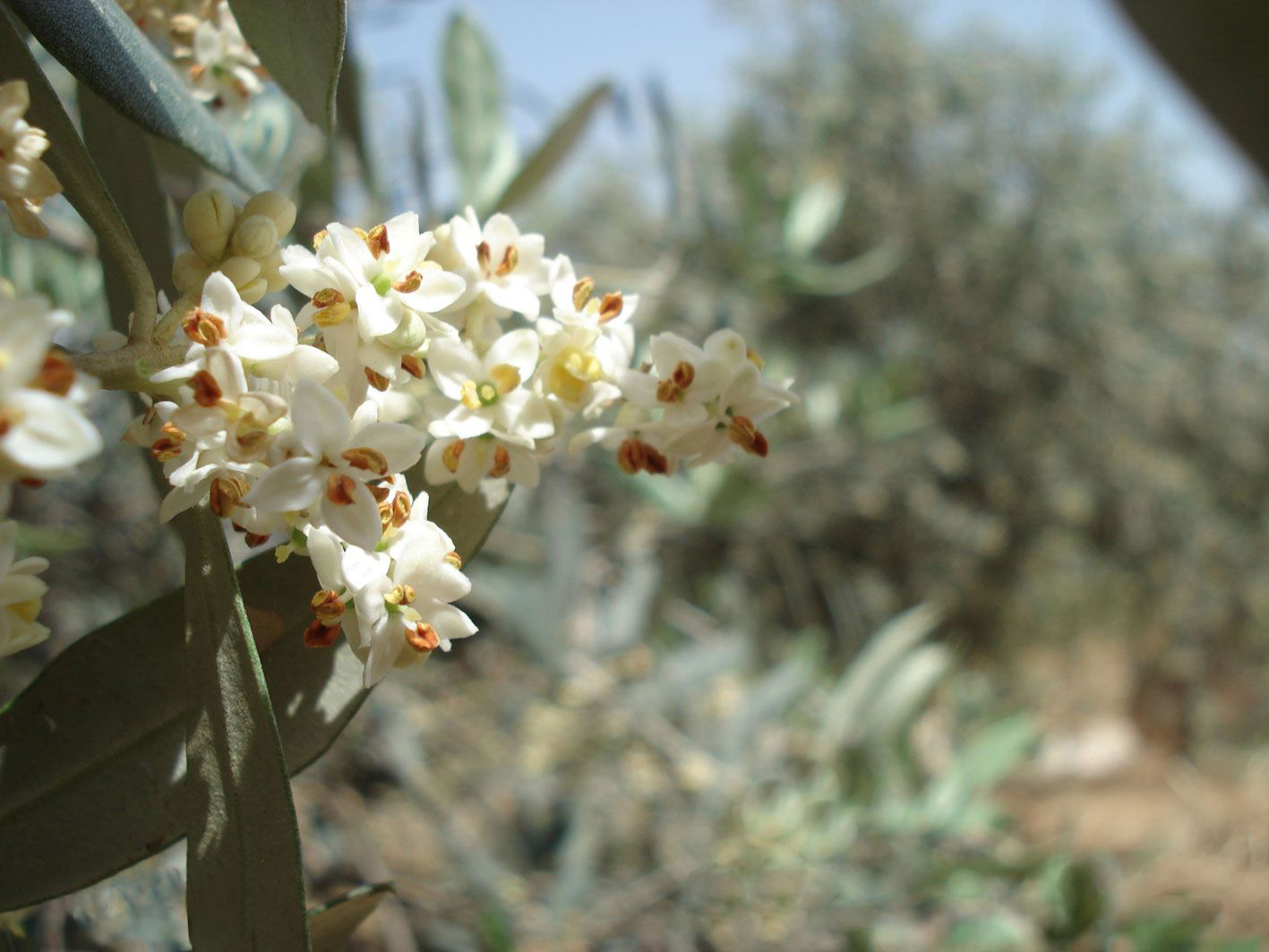
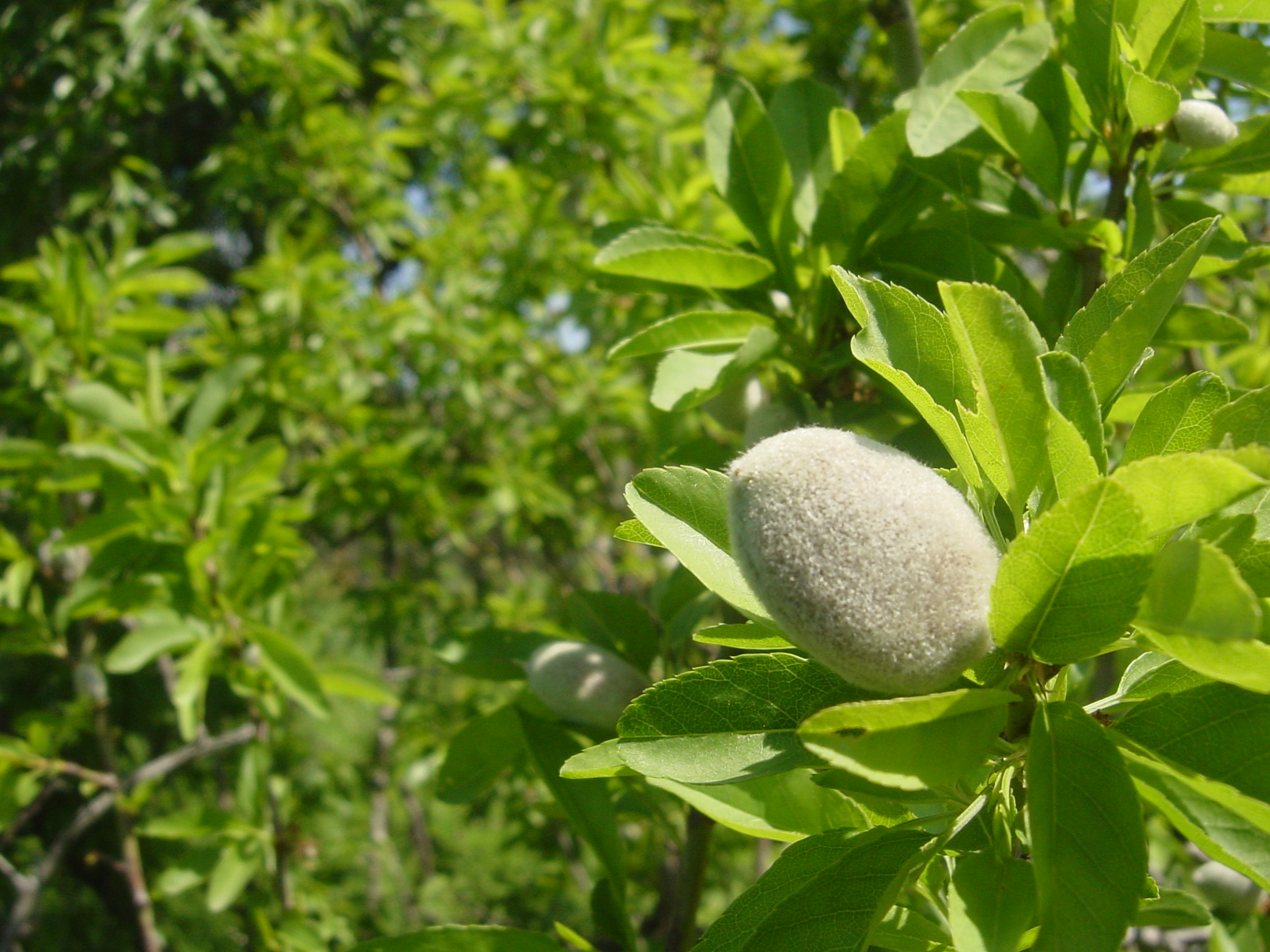
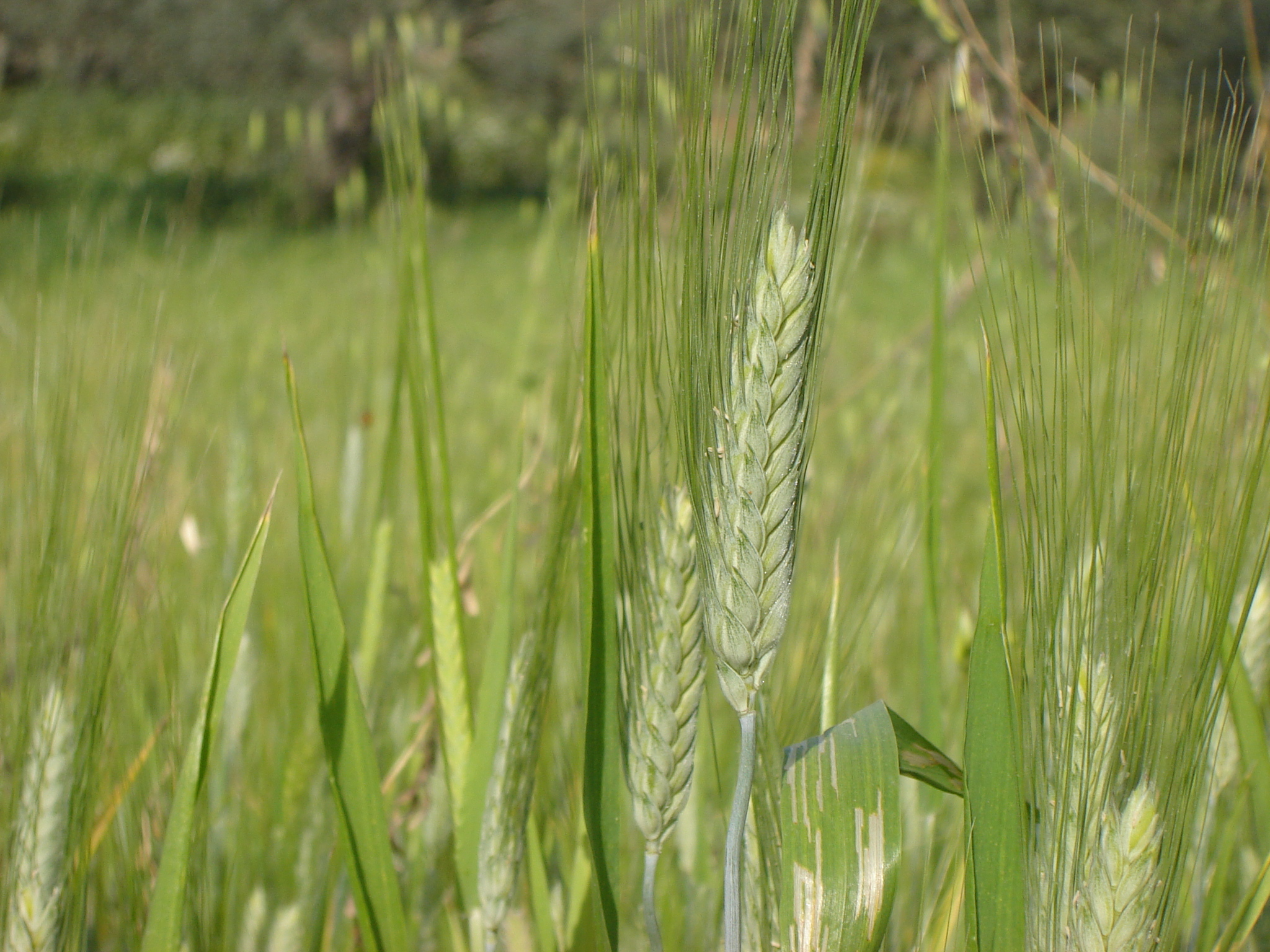
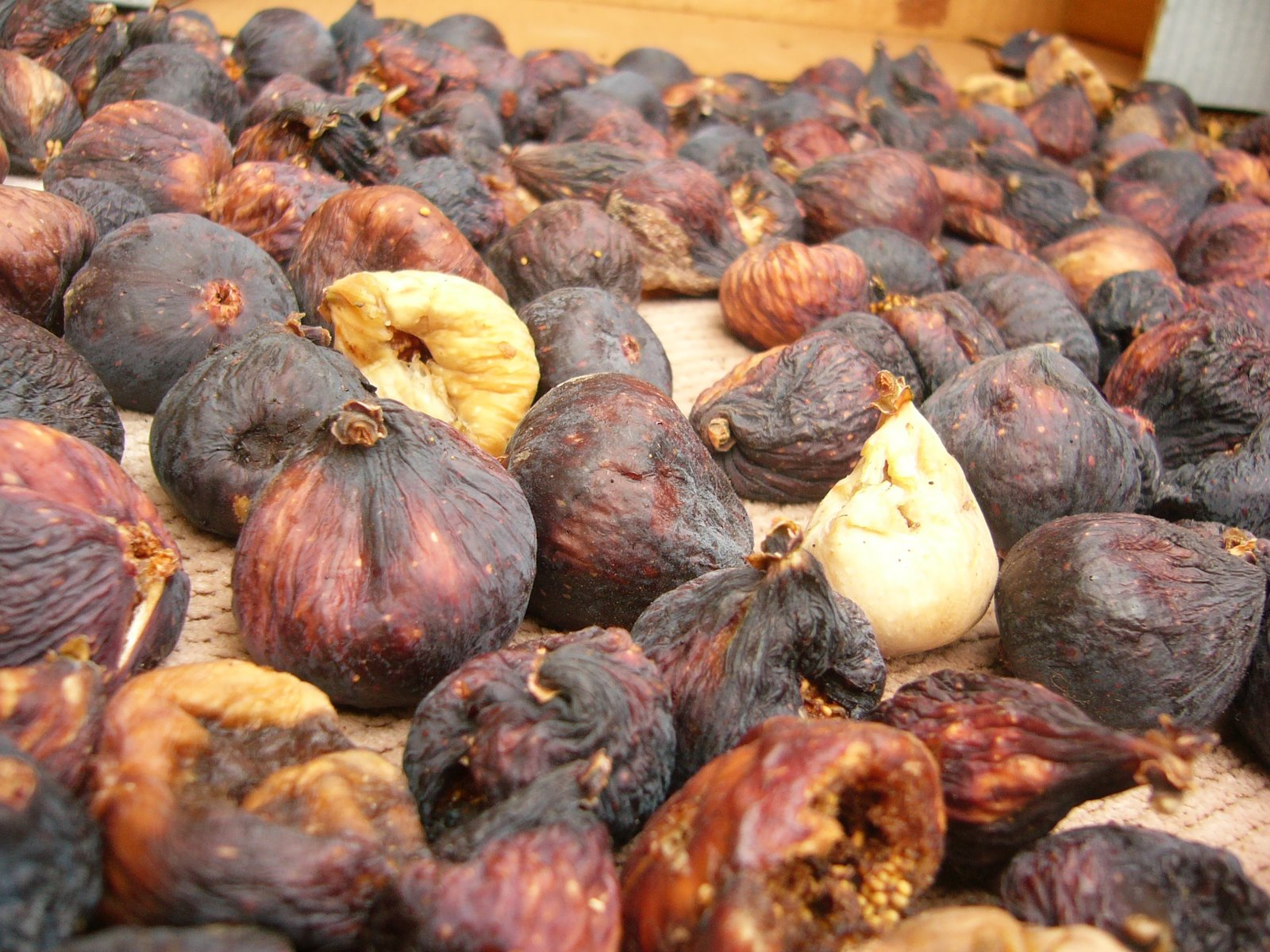

الثروة الحيوانية : يعتمد الاهالي بالدرجة الأولى على الدجاج اللاحم والدجاج البياض. ويليها المواشي كالاغنام والخراف، حيث لوحظ انخفاض عدد الماشية في الآونة الأخيرة بسبب اقامة جدار الفصل العنصري على اراضي القرية. وتاتي الارانب والحمام في الدرجة الثالثة من ناحية التربية والاقتناء.

## الصناعة
يوجد في القرية مصنعان : مصنع للاعلاف يخدم المزارعين في القرية وفي القرى المحيطة بالدرجة الأولى. ومصنع آخر لإنتاج الكاتشاب.

## الطبيعة البرية

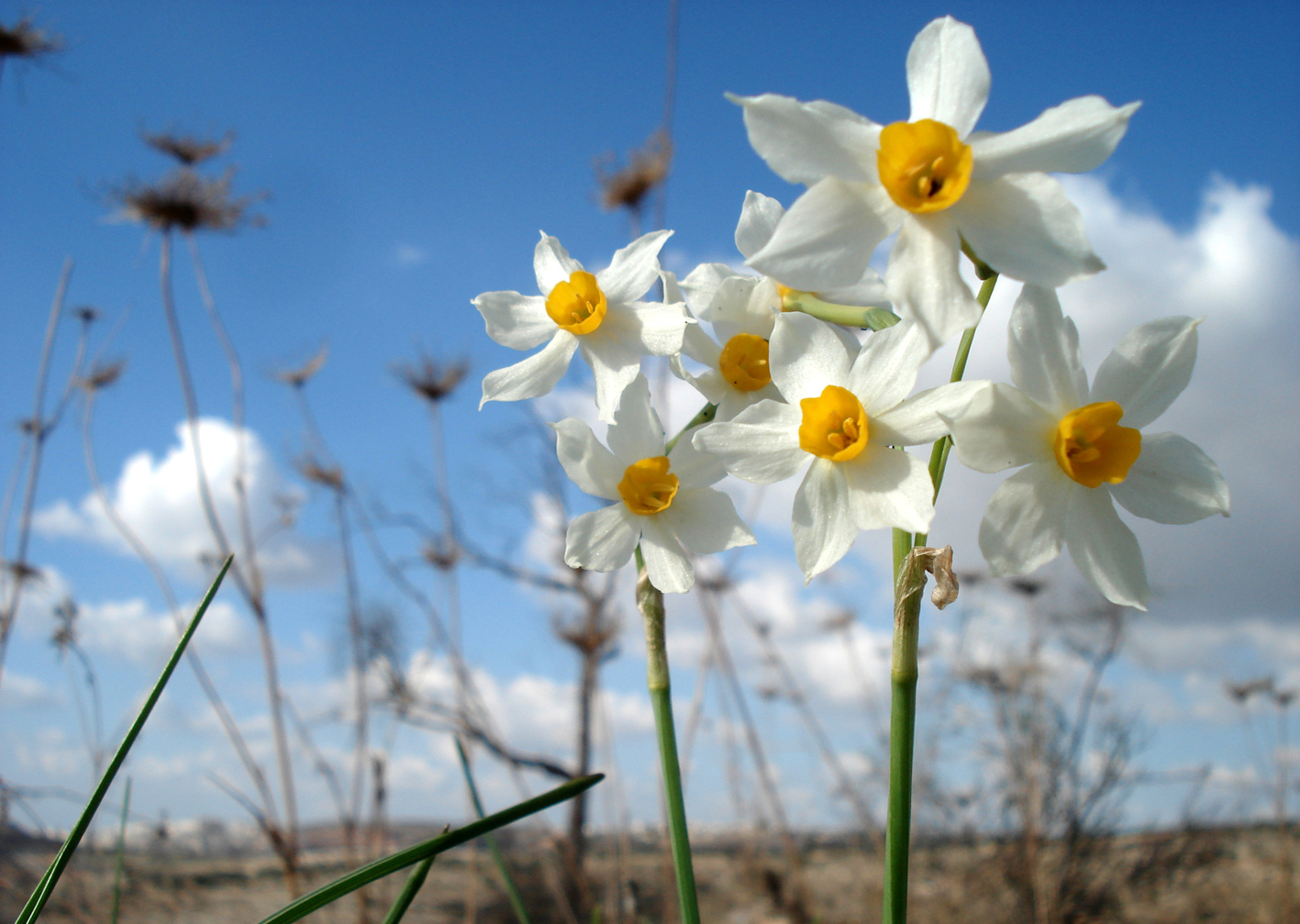
النرجس، من ازهار بلعين البرية

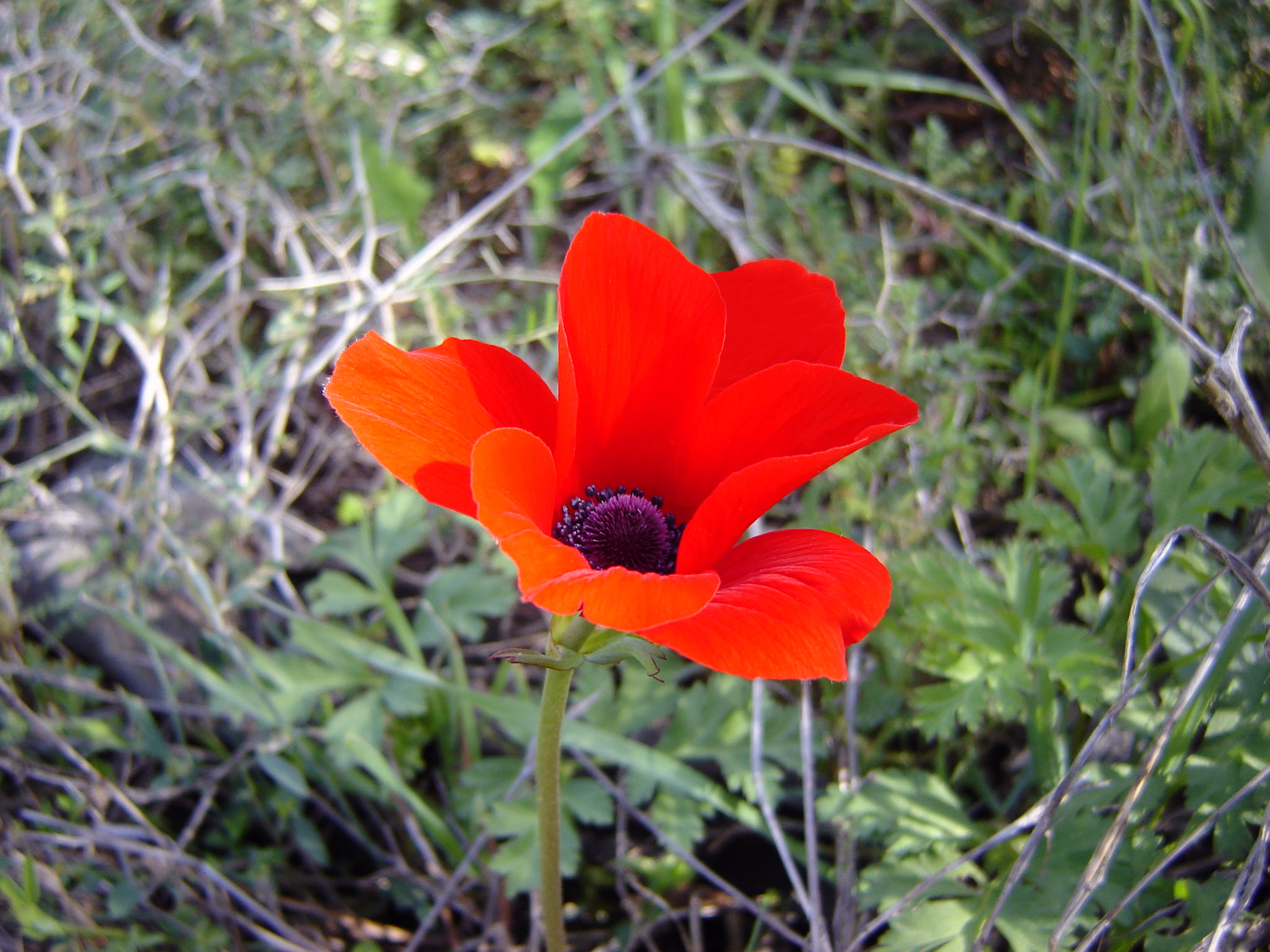
شقائق النعمان، من ازهار بلعين البرية

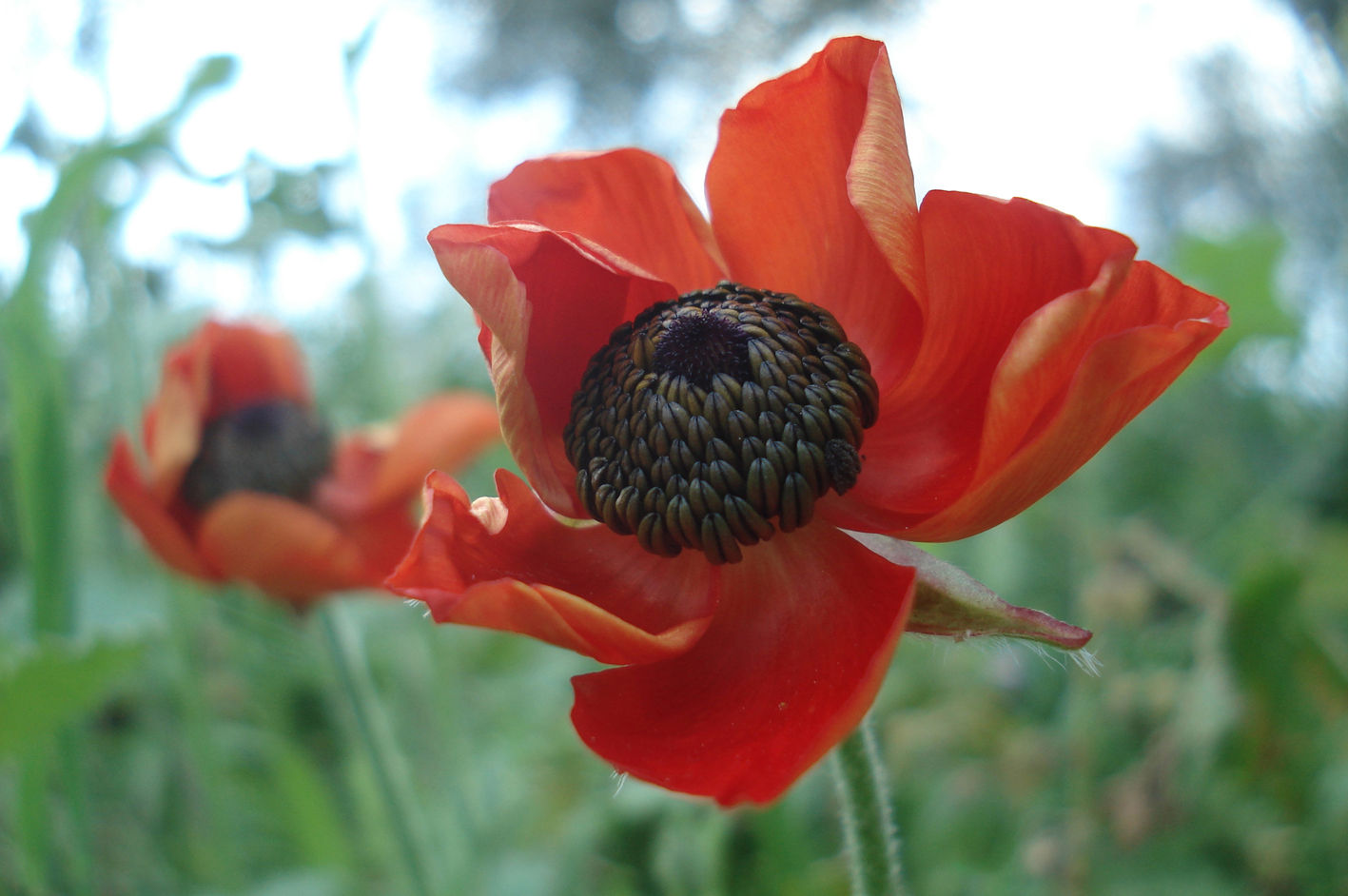
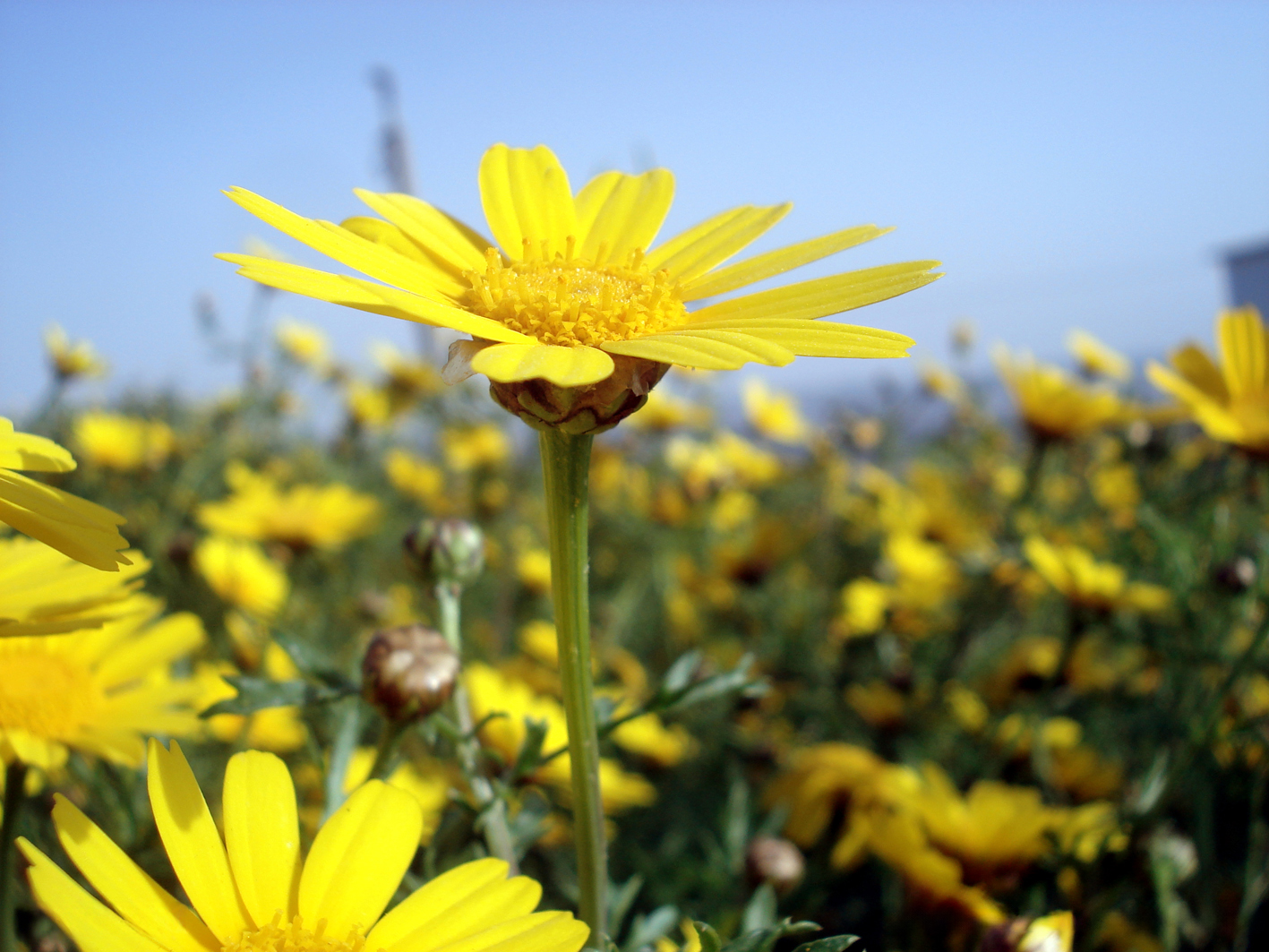
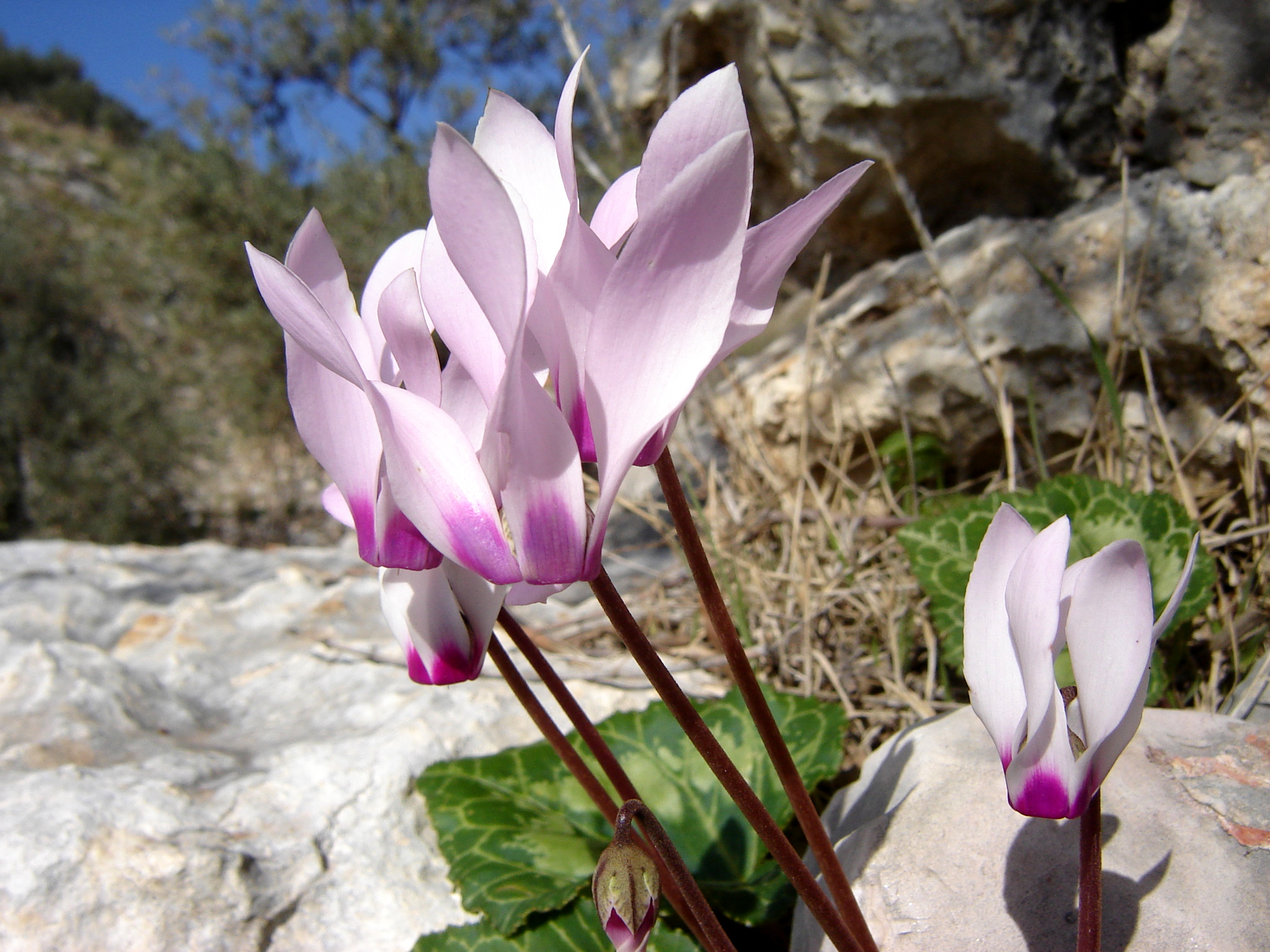
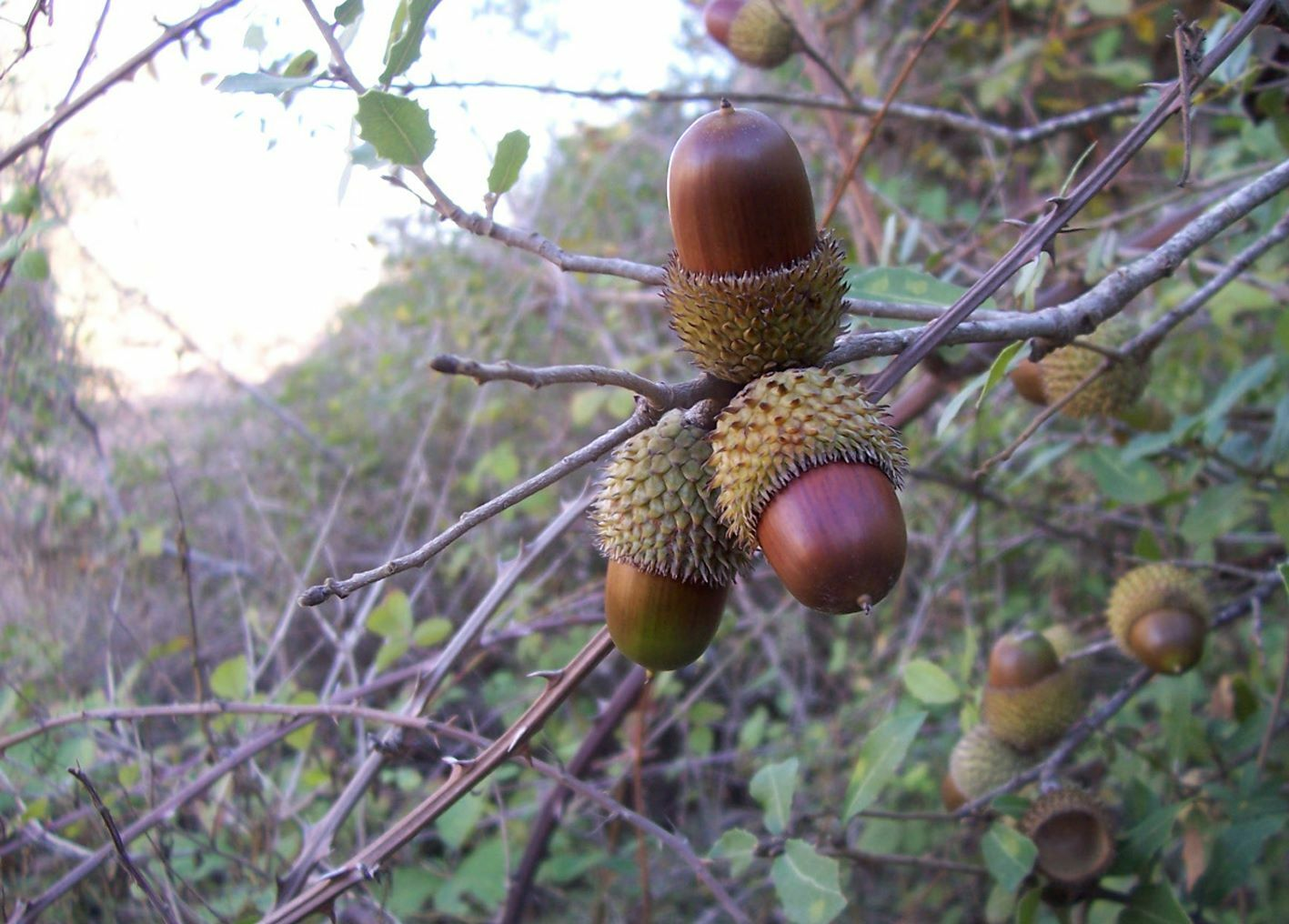
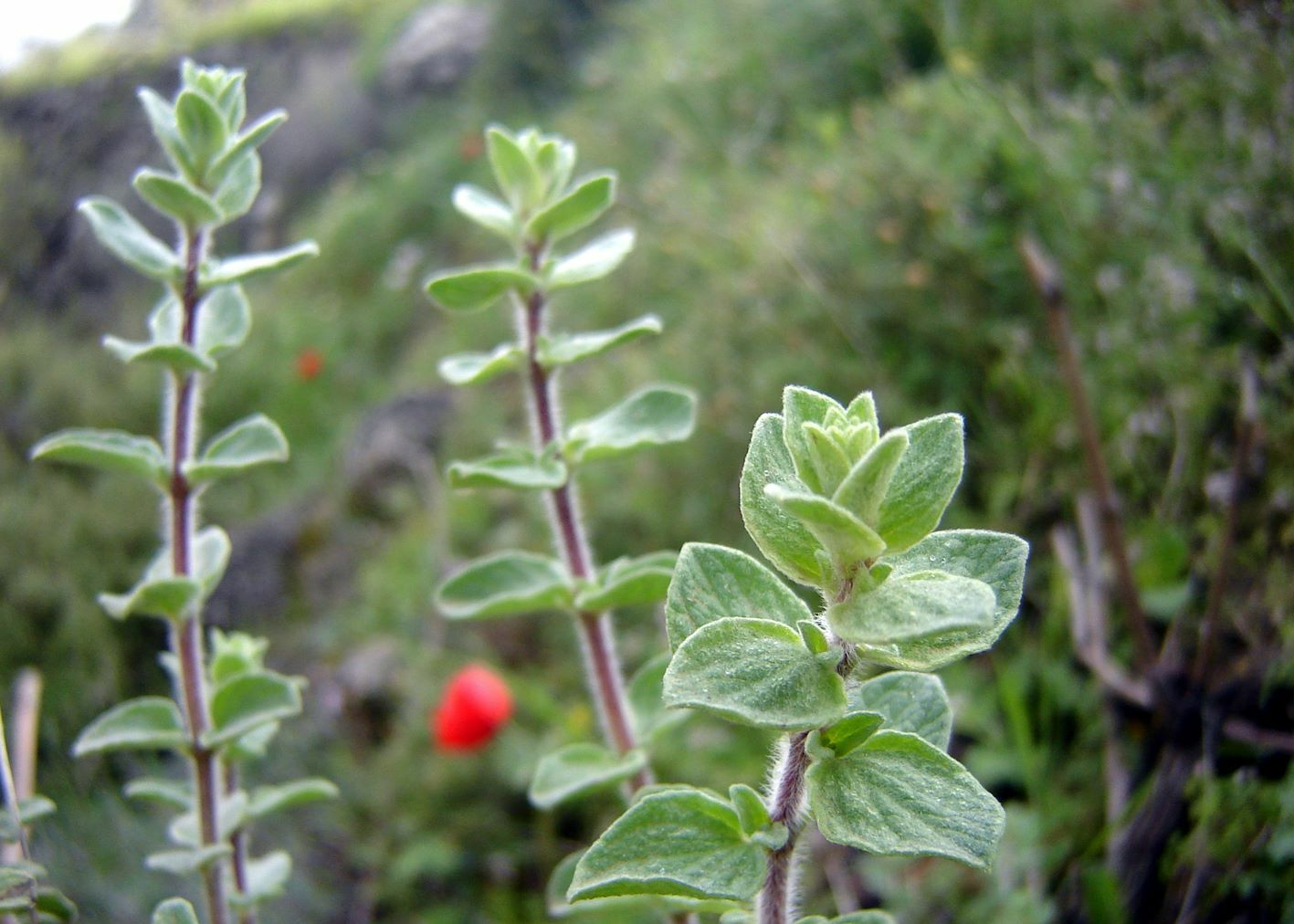

كما باقي مناطق الضفة الغربية في فلسطين تمتاز القرية بغطاء نباتي جميل وخاصة في فصل الربيع حيث تكتسي الجبال بحلة زاهية من الازهار الملونة ومن أشهرها النرجس، شقائق النعمان والاقحوان. ويعتمد السكان على العديد من أنواع النباتات البرية الغذائية والطبية مثل الميرامية، الزعتر، العكوب،الزعرور، البقل، الهندبا (العلك) والبابونج.
و يعيش في جبال القرية وسمائها العديد من الحيوانات والطيور الجميلة مثل الغزال، النيص، الغريرية، الشنار، الحسون، والحمام البري

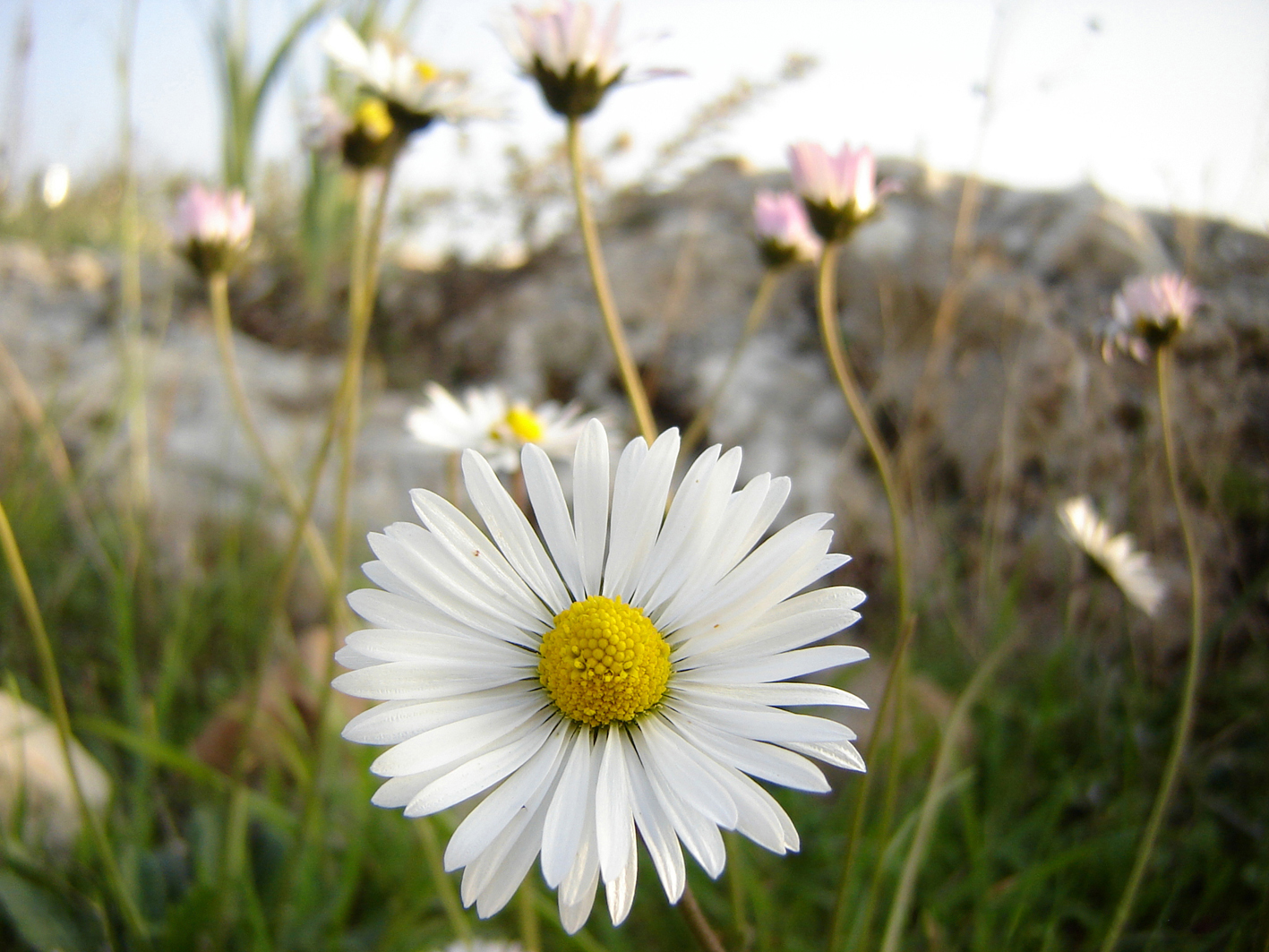
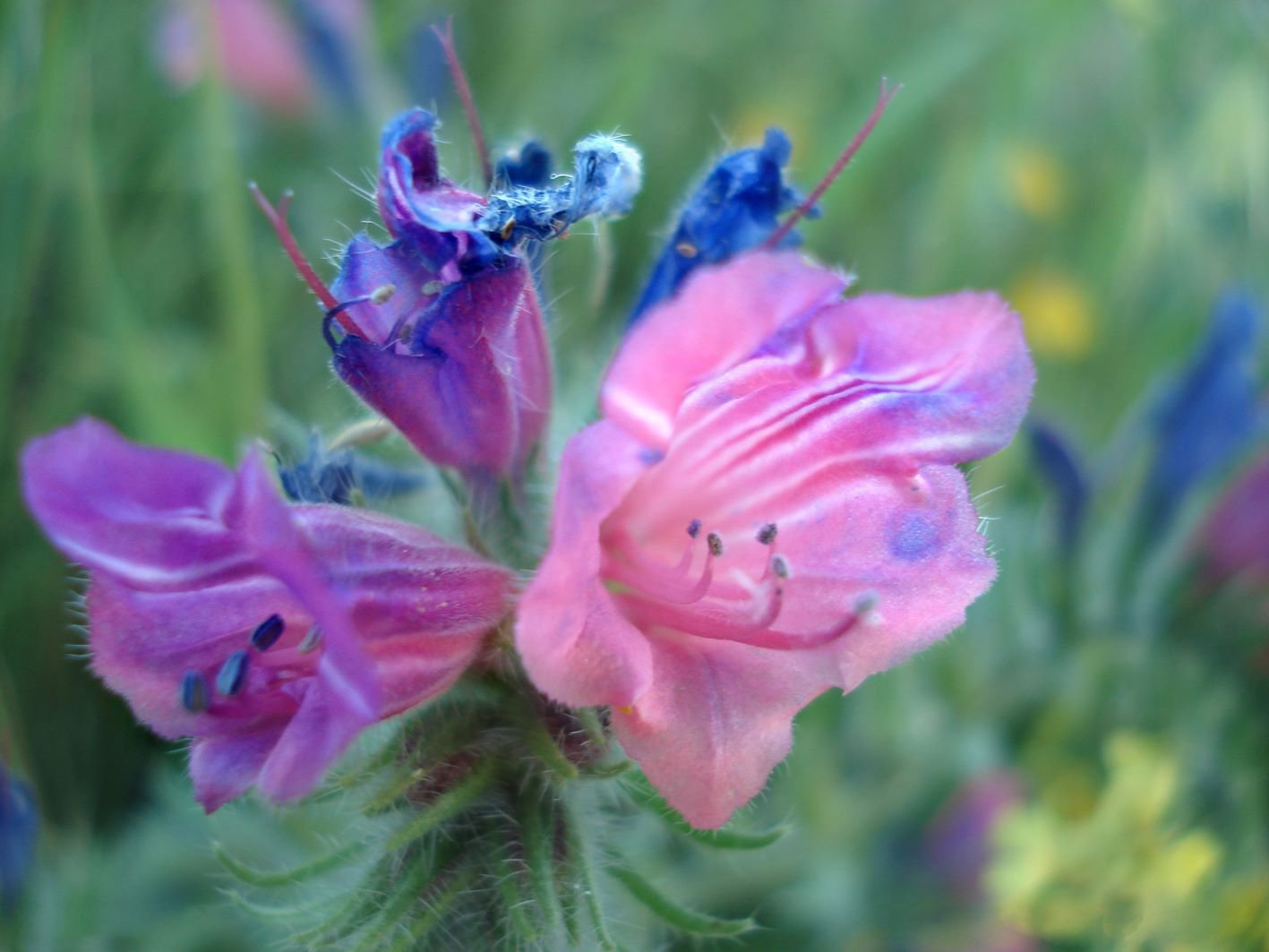
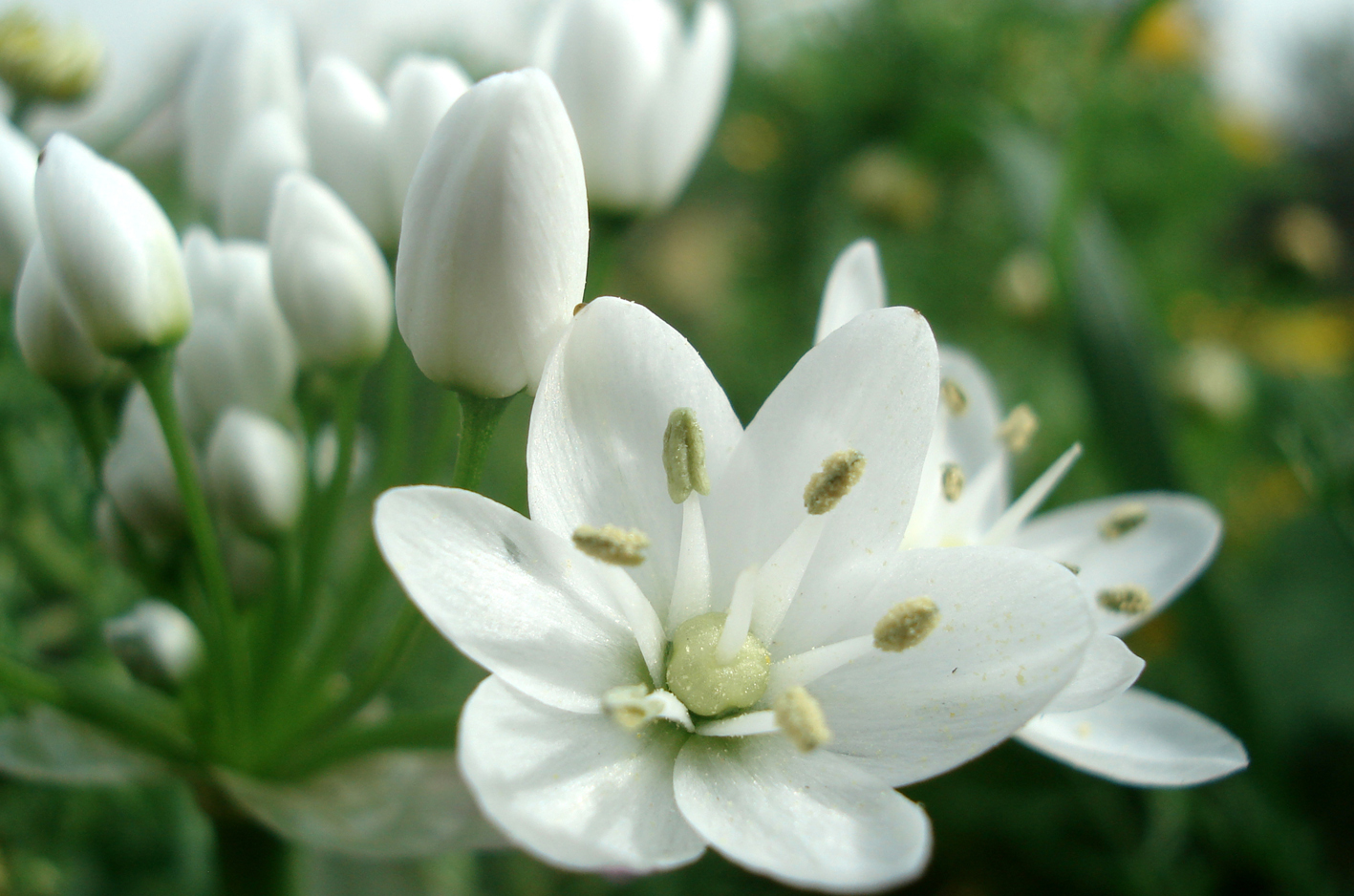
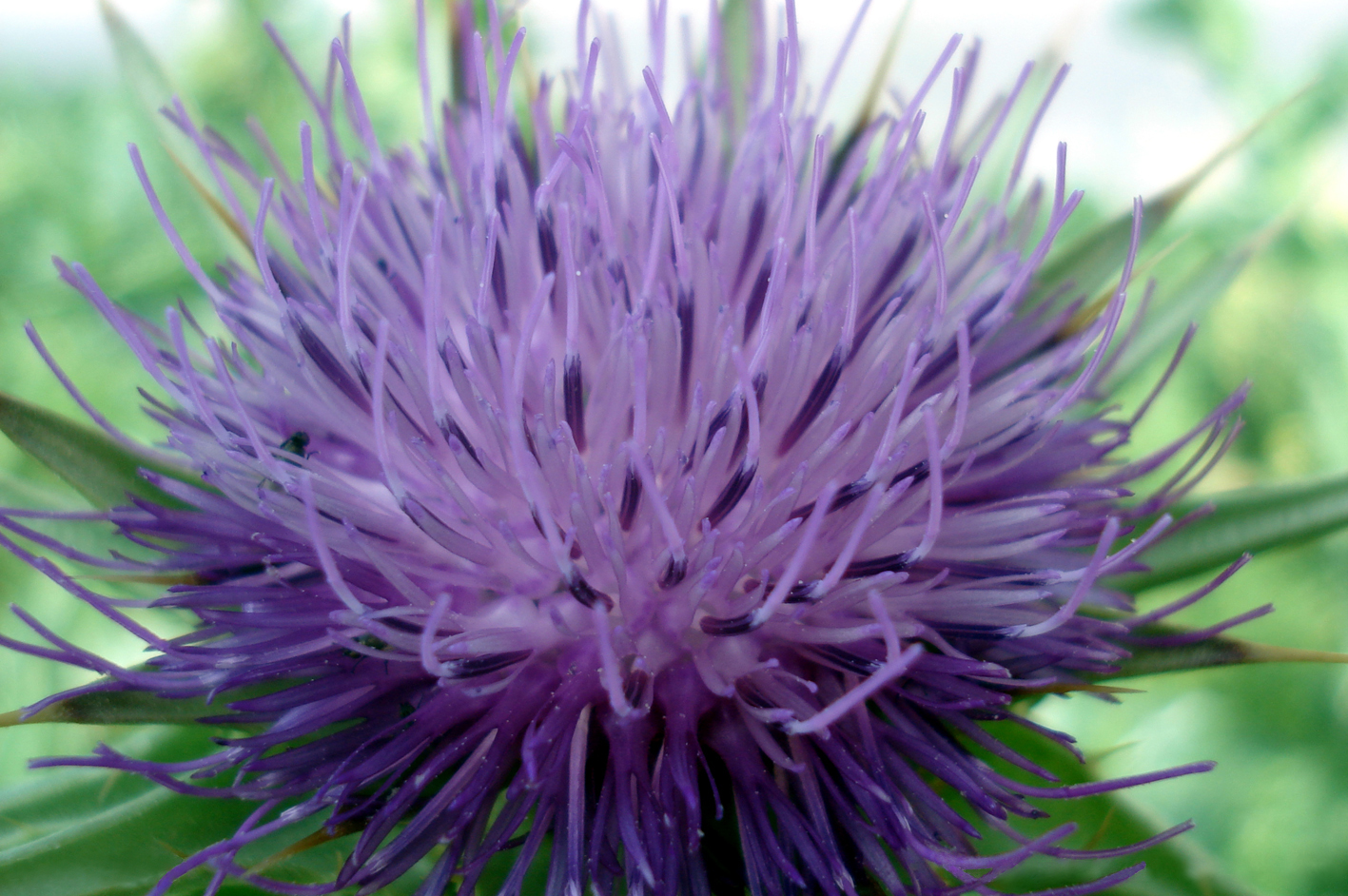
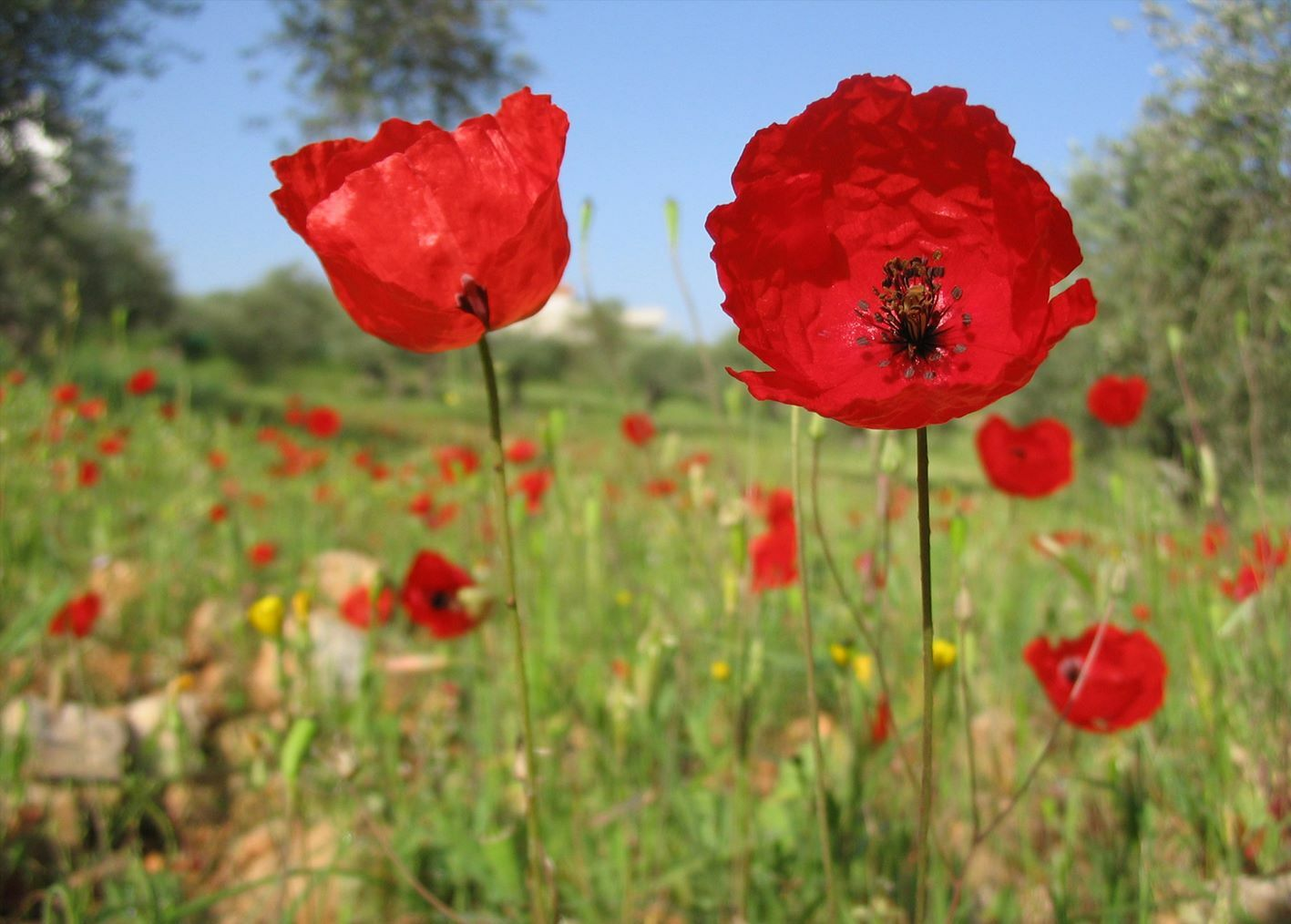

## مقاومة بلعين للاحتلال وجدار الفصل العنصري

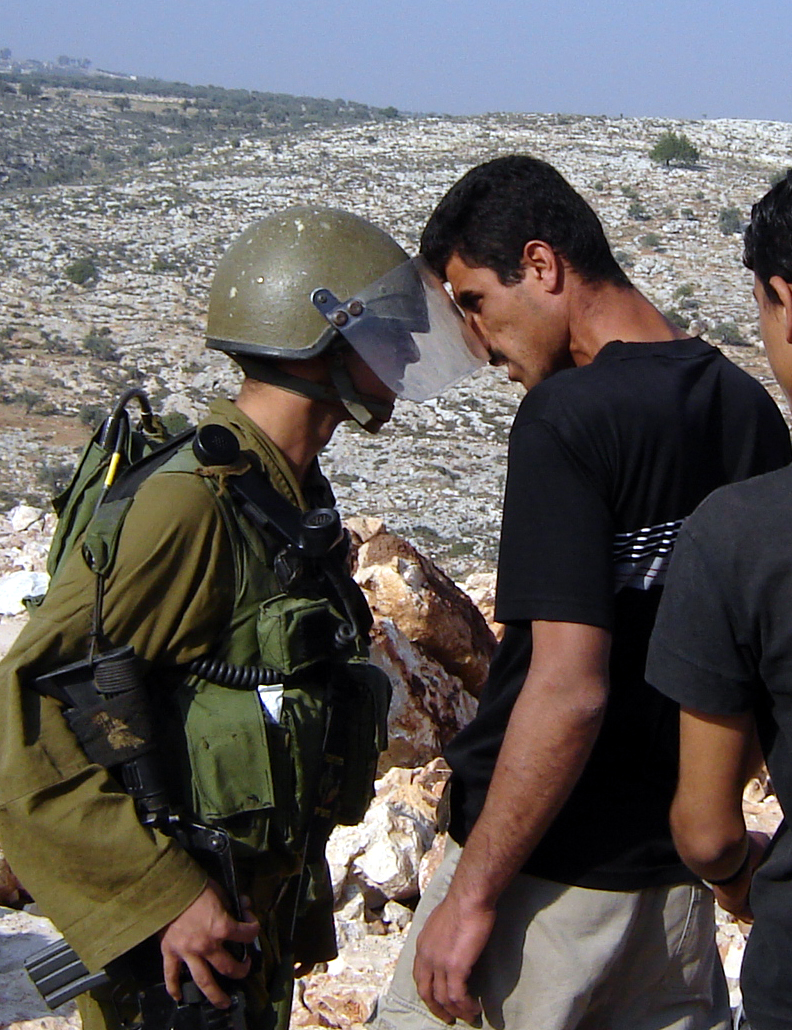
فلسطيني يتحدى جندي إسرائيلي خلال الاحتجاجات على مصادرة الارض وبناء جدار الفصل العنصري

منذ كانون الثاني / يناير 2005 تنظم القرية احتجاجات أسبوعية ضد بناء الجدار. وقد لفتت هذه الاحتجاجات اهتمام وسائل الإعلام وشاركت فيها مجموعات يسارية إسرائيلية مثل غوش شالوم، فوضويين ضد الجدار وحركة التضامن الدولية. الاحتجاجات تتخذ شكل مسيرات من القرية إلى موقع الجدار بهدف وقف بناء وتفكيك ما تم بناؤه. في كثير من الأحيان تؤول الاحتجاجات إلى مواجهات بين جنود الاحتلال وشباب القرية تسفر عن إطلاق الرصاص وقنابل الغاز من قبل جنود الاحتلال ويتم فيها القاء الحجارة من قبل شباب القرية، وقد عمد جنود الاحتلال إلى استخدام كافة الوسائل لقمع الاحتجاجات ومنها منع التجول والاقتحامات الليلية واعتقال المواطنين.

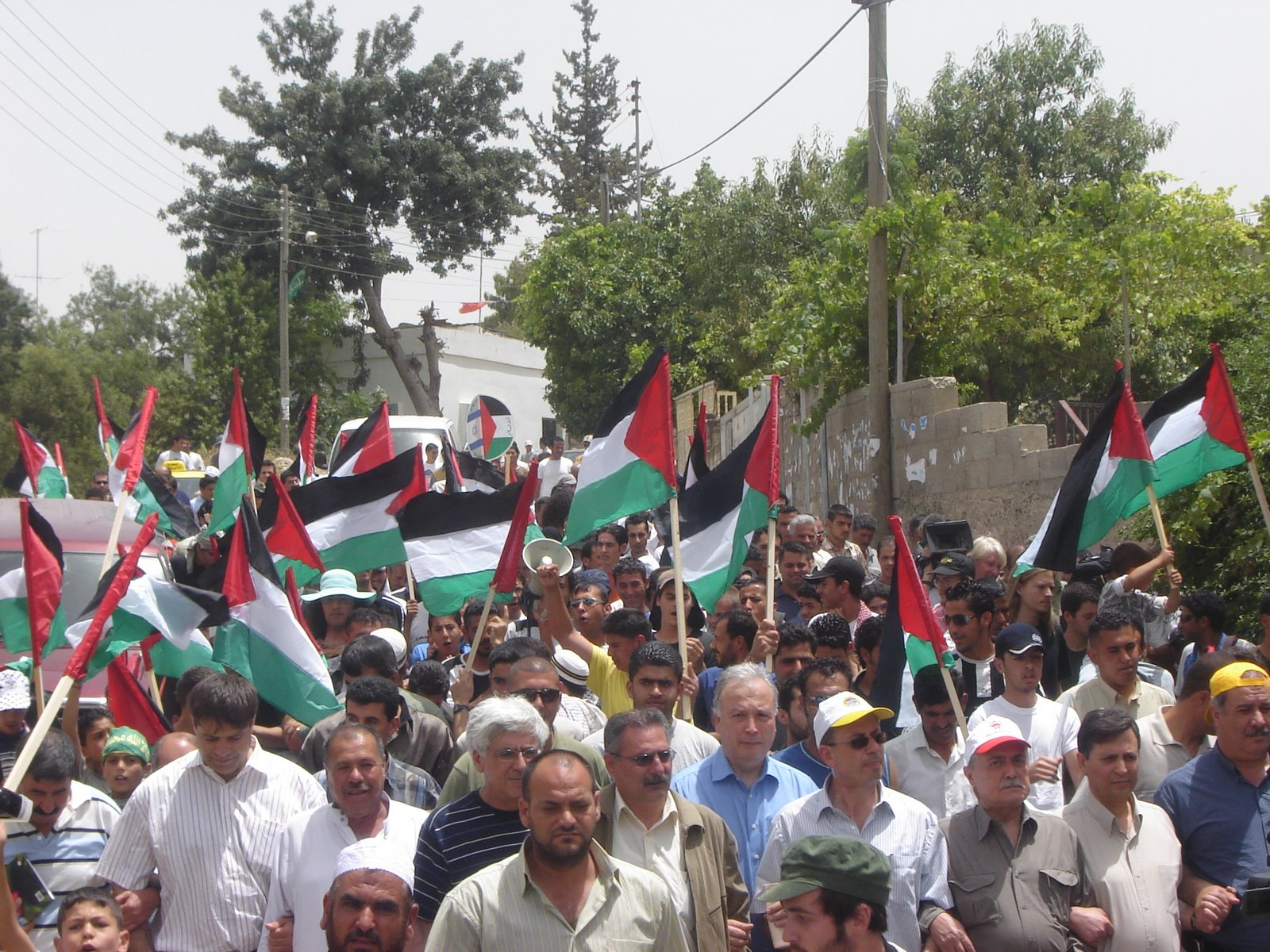
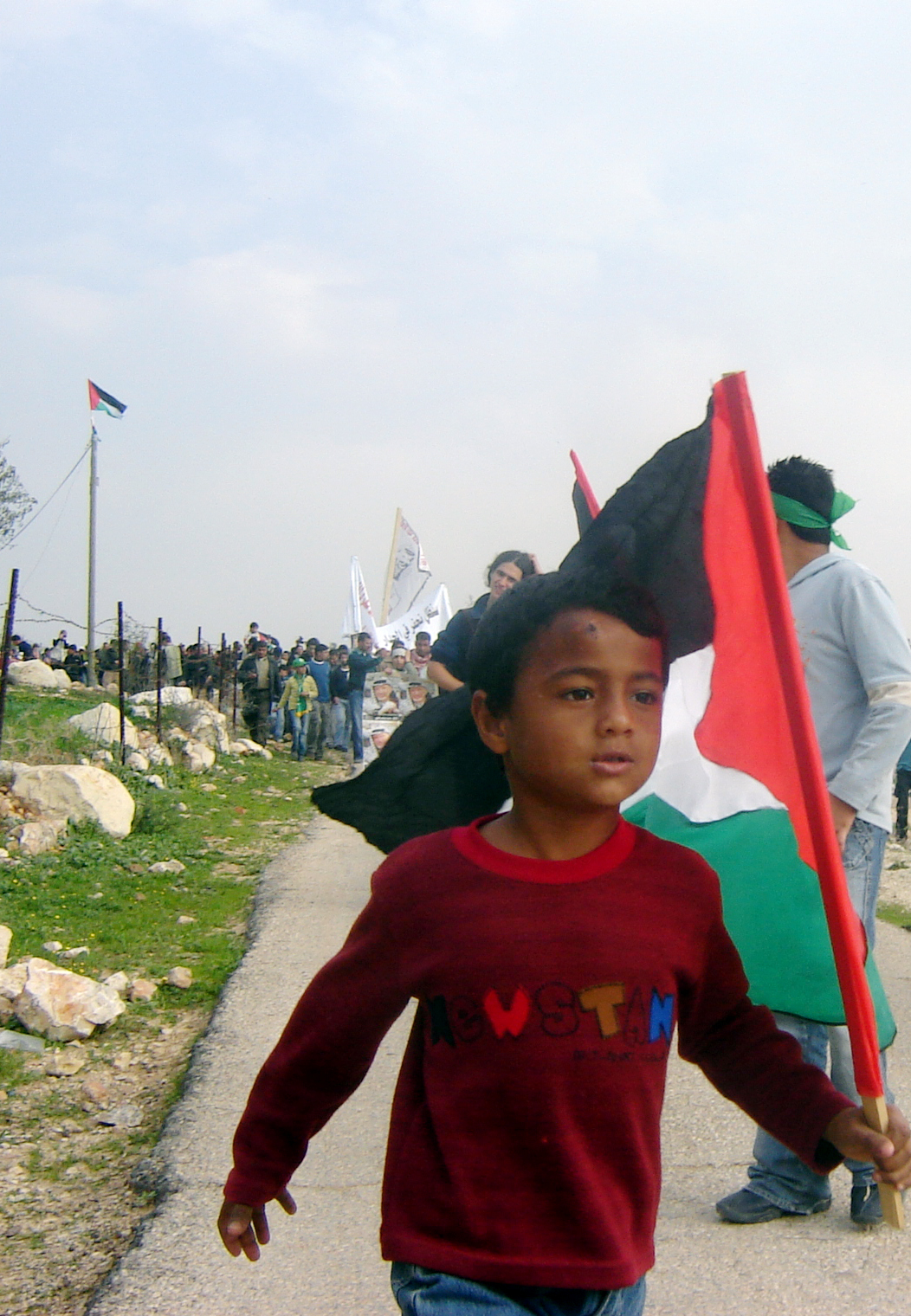
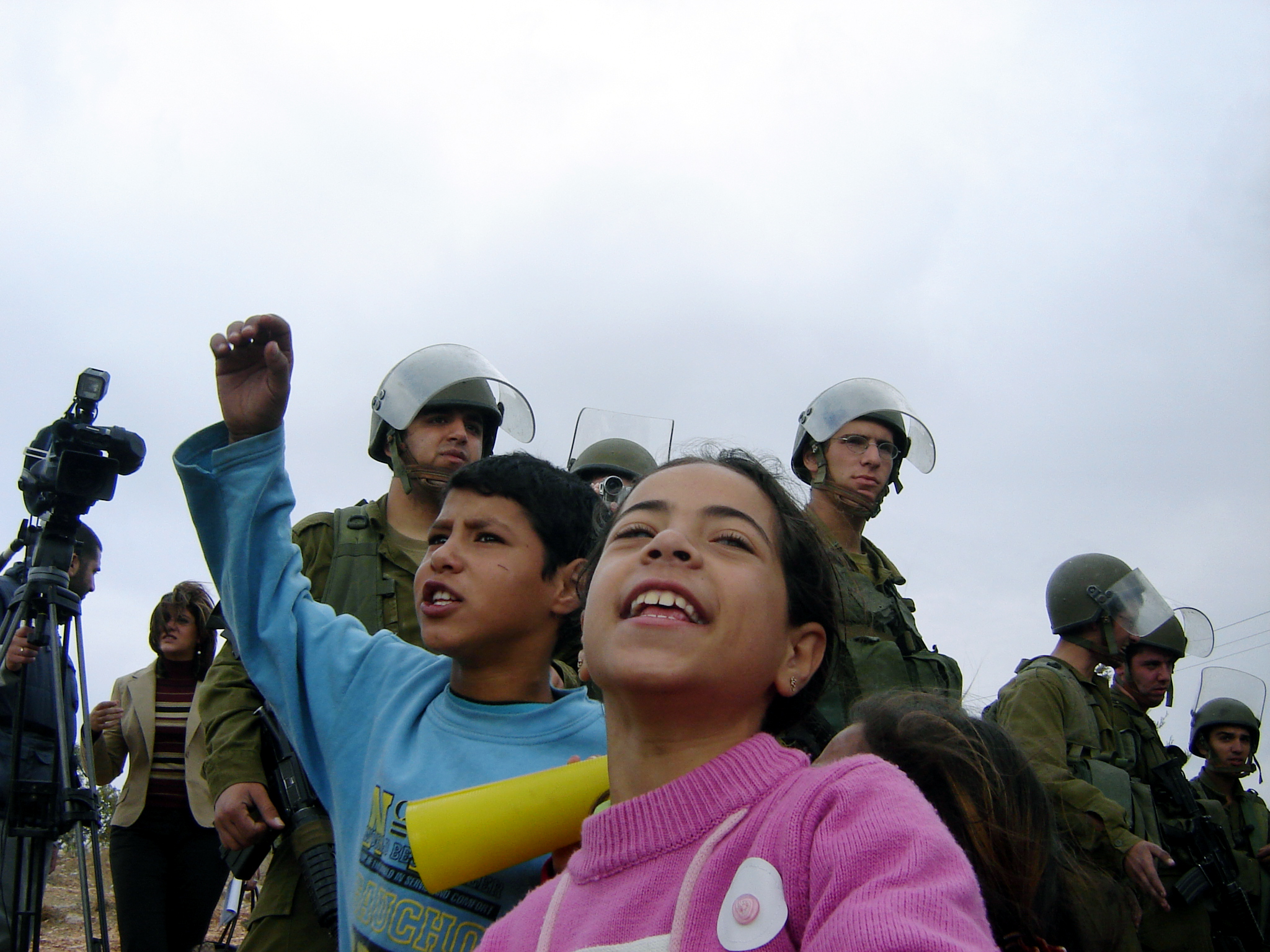
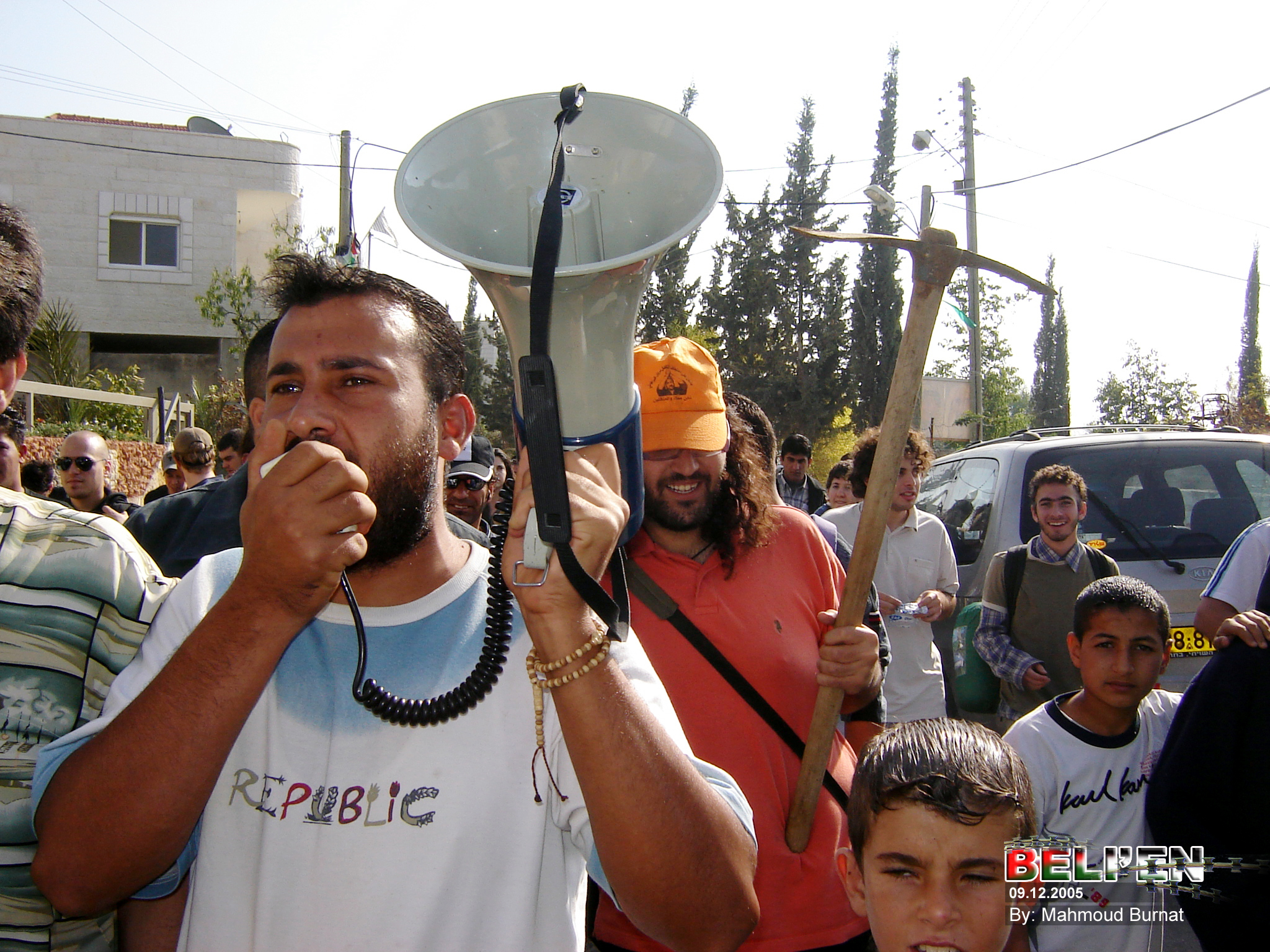
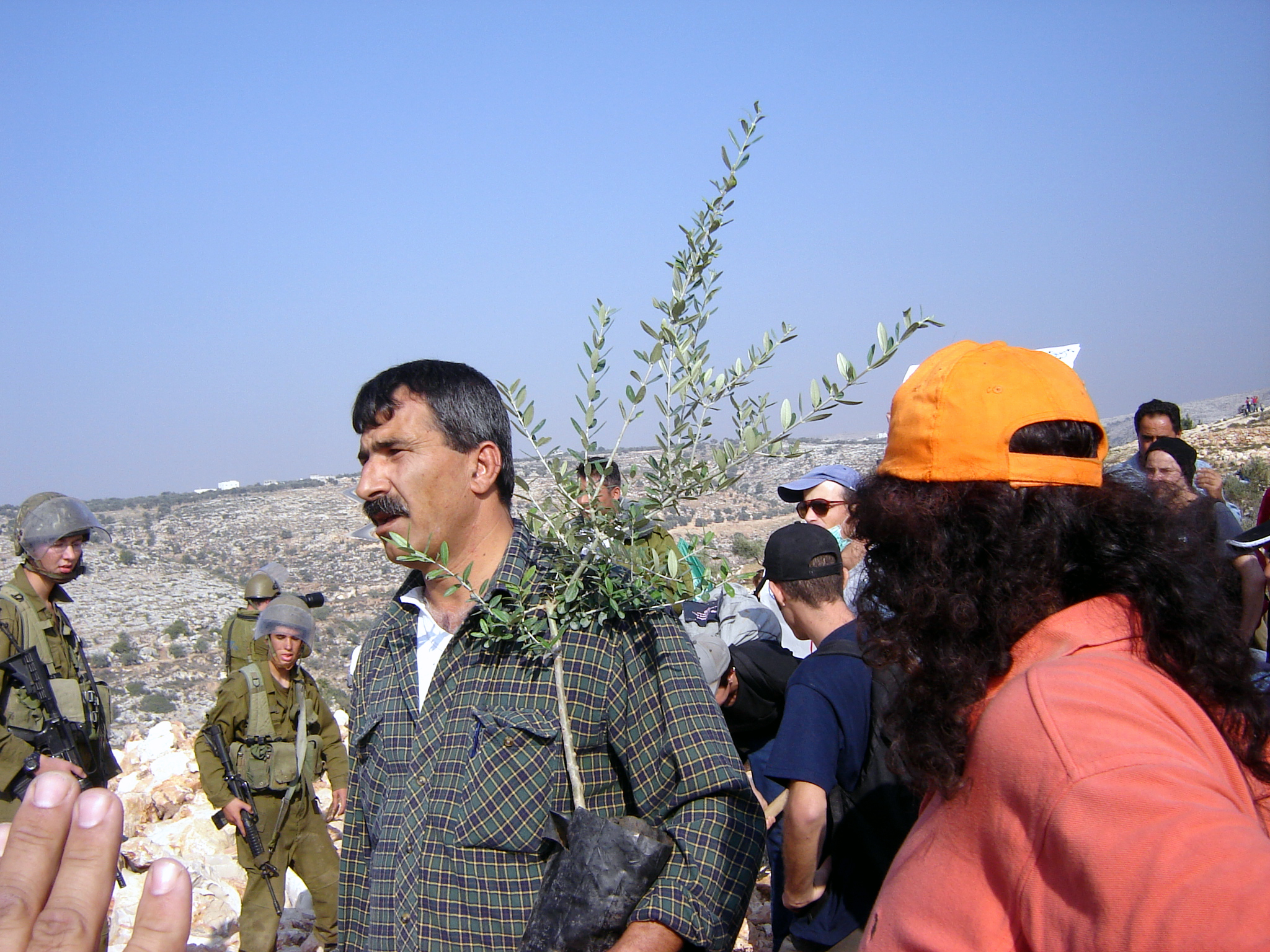

وقد وقعت عدة اشتباكات بين المتظاهرين وقوات الاحتلال الإسرائيلي تعرض فيها المواطنون إلى العديد من الاصابات ومنها اصابات بالغة. وسقط فيها شهيدين. في 7 تموز / يوليه 2008 قامت سلام كنعان البالغة من العمر 17 عاماً بتصوير أشرف أبو رحمة على يوتيوبوهو أحد سكان قرية بلعين، أثناء مظاهرة مناهضة للجدار في قرية نعلين، حيث اعتقل قائد كتيبة إسرائيلية (كولونيل عمري بروبرغ من الكتيبة المدرعة 71) الشاب أشرف أبو رحمة الذي بدى في المشهد مقيداً ومعصوب العينين وقام جندي آخر بإطلاق رصاصة مطاطية على قدمه.

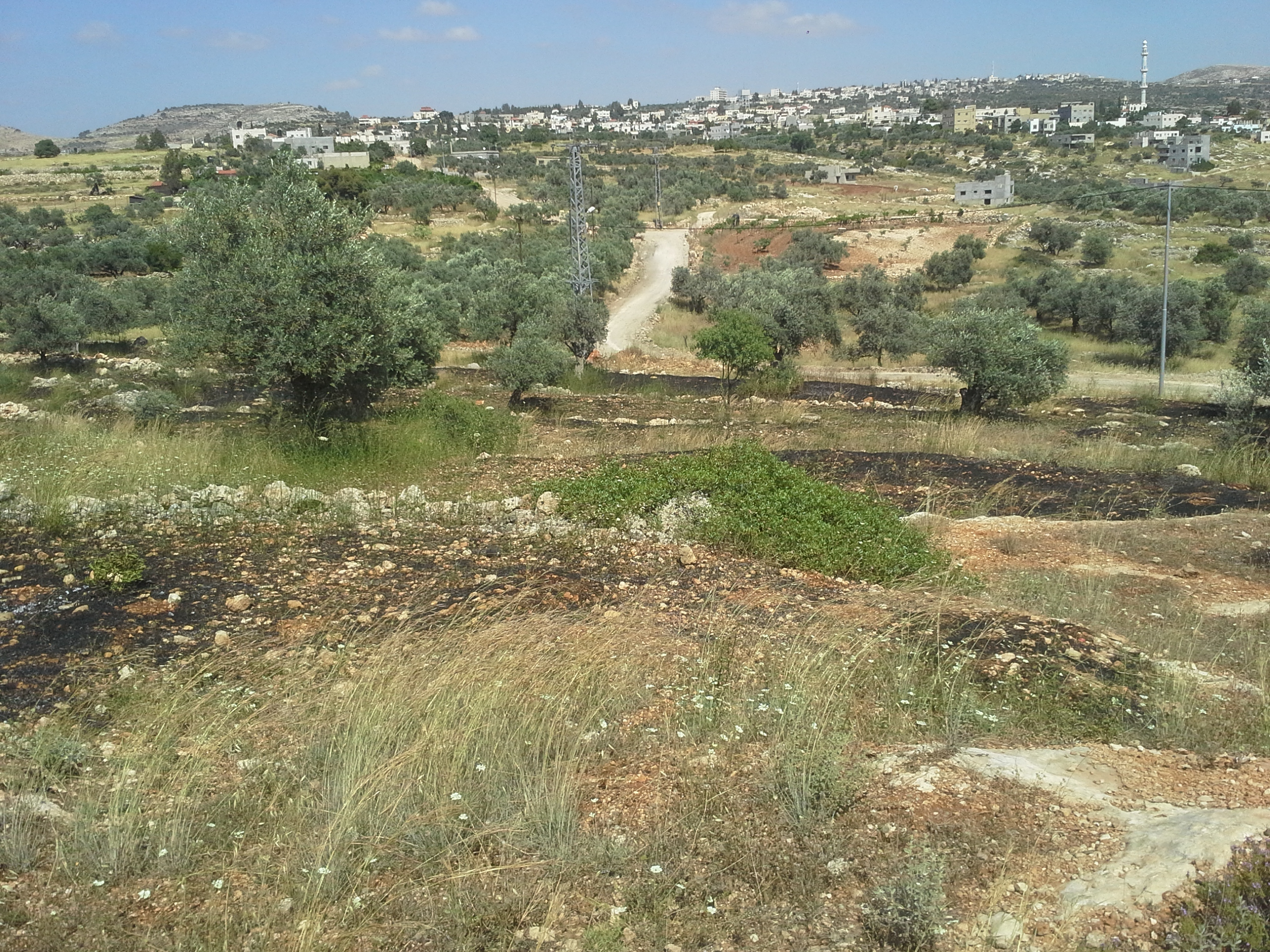
العربية: اشجار الزيتون محرق على ايد الجيش الاسرائيلي في قرية بلعين في فلسطين